# Gymnopleurus aenescens
Gymnopleurus aenescens es una especie de escarabajo del género Gymnopleurus, familia Scarabaeidae. Fue descrita científicamente por Wiedemann en 1821.
Se distribuye por la ecozona afrotropical. Habita en Mozambique, Namibia, Botsuana y República de Sudáfrica (Transvaal).